# Haplocladium angustifolium
Haplocladium angustifolium är en bladmossart som beskrevs av Brotherus 1907. Haplocladium angustifolium ingår i släktet Haplocladium och familjen Thuidiaceae. Inga underarter finns listade i Catalogue of Life.